# Süd-Nord-Gefälle
Als Süd-Nord-Gefälle wird in Deutschland der Umstand bezeichnet, dass anhand zahlenmäßiger Erhebungen ein wirtschaftlicher und demografischer Unterschied zwischen den Bundesländern bzw. Regionen existiert.
Dabei treten vor allem die reicheren Bundesländer Baden-Württemberg, Bayern, Hessen sowie in jüngerer Zeit auch Rheinland-Pfalz in den Vordergrund, in deren Stadt- und Landkreisen überwiegend eine niedrigere Arbeitslosenquote, ein höheres BIP pro Kopf, ein höheres verfügbares Einkommen der Privathaushalte und ein niedrigerer Schuldenstand vorherrschen. 
Das Süd-Nord-Gefälle lässt sich exemplarisch an mehreren Daten ablesen: Bei den Geberländern beim Länderfinanzausgleich handelt es sich um die vier südlichen Bundesländer Bayern, Baden-Württemberg, Hessen und Rheinland-Pfalz sowie den Stadtstaat Hamburg. Die anderen elf Bundesländer bekommen Geld aus dem Topf. Auch bei den vier Bundesländern mit der niedrigsten Arbeitslosenquote handelt es sich um Bayern, Baden-Württemberg, Rheinland-Pfalz und Hessen. Bei der Liste der Landkreise und Kreisfreien Städte nach Einkommen im Jahre 2022 finden sich unter den 100 Landkreisen mit den höchsten Einkommen legendlich 18 Landkreise, welche nicht in Bayern, Baden-Württemberg, Hessen oder Rheinland-Pfalz liegen.
Das Süd-Nord-Gefälle ist auch einer der Hauptgründe, warum die Wachstumsrate der Bevölkerung im Süden Deutschlands durchweg positiv und höher als in den anderen Bundesländern ist.
Auch innerhalb der neuen Bundesländer ist ein wirtschaftliches Süd-Nord-Gefälle zu beobachten.
Es steht damit im Gegensatz zum Nord-Süd-Gefälle, das zu Zeiten der Industrialisierung im 19. und 20. Jahrhundert vorherrschte.